# Куршево (Гагарінський район)
Куршево (рос. Куршево) — присілок Гагарінського району Смоленської області Росії. Входить до складу Пречистенського сільського поселення.
Населення — 79 осіб. 